# Heritage Hills (Colorado)
Heritage Hills es un barrio de la ciudad de Lone Tree, Colorado, Estados Unidos. En el año 2000 era un lugar designado por el censo y tenía una población de 658 habitantes.

## Geografía
Está ubicada en las coordenadas 39°32′45″N 104°52′56″O / 39.54583, -104.88222.

## Demografía
Según la Oficina del Censo en 2000 los ingresos medios por hogar en la localidad eran de $110.186, y los ingresos medios por familia eran $120.532. Los hombres tenían unos ingresos medios de $83.273 frente a los $32.083 para las mujeres. La renta per cápita para la localidad era de $50.041. Alrededor del 1,4% de la población estaba por debajo del umbral de pobreza.